# Wicimica
Wicimica – struga, prawobrzeżny dopływ Rekowej o długości 4,28 km i powierzchni zlewni 5,53 km².
Struga płynie w woj. zachodniopomorskim, w gminie Płoty na Równinie Gryfickiej. Jej źródło znajduje się na północny zachód od wsi Wicimice, skąd płynie w kierunku południowo-zachodnim. Przepływa pod drogą krajową nr 6 i płynie na południowy wschód. Uchodzi do Rekowej na południowy wschód od przysiółka Wicimiczki.